# Сан Грегорио (Пјаченца)
Сан Грегорио је насеље у Италији у округу Пјаченца, региону Емилија-Ромања.
Према процени из 2011. у насељу је живело 24 становника. Насеље се налази на надморској висини од 728 м.